# 李伍峰
李伍峰（1957年8月—2014年3月24日），男，江西宁都人，生于江西星子，中华人民共和国政治人物。

## 生平
1979年加入中国共产党。1983年毕业于中国人民大学哲学系，后供职于中共中央宣传部。2012年，担任国家互联网信息办公室专职副主任。2013年，担任中央对外宣传办公室、国务院新闻办公室副主任。2014年3月24日，因抑郁症坠楼身亡。